# Krzysztof Dems
Krzysztof Dems (ur. 1943) – polski inżynier, dr hab., rektor Wyższej Szkoły Informatyki i Umiejętności w Łodzi.

## Życiorys
Obronił pracę doktorską, następnie uzyskał stopień doktora habilitowanego. 14 stycznia 1992 nadano mu tytuł profesora w zakresie nauk technicznych. Objął funkcję kierownika w Katedrze Mechaniki i Informatyki Technicznej na Wydziale Technologii Materiałowych i Wzornictwa Tekstyliów Politechniki Łódzkiej oraz wiceprzewodniczącego Polskiego Towarzystwa Metod Komputerowych Mechaniki.
Piastuje stanowisko rektora Wyższej Szkoły Informatyki i Umiejętności w Łodzi.
Był członkiem Komitetu Mechaniki na IV Wydziale Nauk Technicznych Polskiej Akademii Nauk.